# Malvina Longfellow
Malvina Longfellow (Nova Iorque, 30 de março de 1889 – Londres, 2 de novembro de 1962) foi uma atriz norte-americana de cinema e teatro do início do século XX.

## Filmografia selecionada
- Adam Bede (1918)
- Nelson: The Story of England's Immortal Naval Hero (1918)
- Thelma (1918)
- Unmarried (1920)
- The Celestial City (1929)